# Phare de Sidi Bou Saïd
Le phare de Sidi Bou Saïd est un phare situé à Sidi Bou Saïd, sur le golfe de Tunis, à environ vingt kilomètres au nord-est de Tunis (dépendant du gouvernorat de Tunis en Tunisie).
Les phares de Tunisie sont sous l'autorité du Service des phares et balises de la République tunisienne (SPHB).

## Histoire
Le phare de Sidi Bou Saïd est le plus vieux phare lenticulaire de quatrième ordre en Tunisie (phare à un éclat toutes les trois minutes) : il est allumé dès 1840. Le système optique avait été offert par la France. Ce phare est érigé sur une haute colline, le cap Carthage, à l'entrée nord du golfe de Tunis, appelée aussi Djebel El Manar (« Montagne du feu ») parce que des feux y ont été construits dès les temps phéniciens pour guider les navires dans la baie. Le saint musulman Abou Saïd Khalaf Ibn Yahya el-Tamimi el-Béji, qui a été appelé Sidi Bou Saïd, est enterré en 1231 en ce lieu, qui est devenu un célèbre lieu de pèlerinage.

## Description
Le phare est constitué d'une tour cylindrique, avec galerie et lanterne, de douze mètres de haut à côté d'une maison de gardiens d'un étage. La tour est peinte en blanc, avec une bande horizontale noire sous la galerie. La lanterne est peinte en noir. Il émet un éclat blanc, toutes les cinq secondes, d'une portée de quarante kilomètres.
Identifiant : ARLHS : TUN012 - Amirauté : E6412 - NGA : 22040.
|                          |
| Carte du golfe de Tunis. |

|                     |
| Vue de la lanterne. |

### Liens connexes
- Liste des principaux phares de Tunisie
- Liste des phares et balises de Tunisie